# Paint your life gray
『Paint your life gray』(ペイント・ユア・ライフ・グレイ)は、日本のロックバンド、VELTPUNCHの5thアルバム。2008年9月3日にGeneon Entertainmentからリリースされた。

## 概要
- バンドにとってはメジャー初アルバムである。
- CD-EXTRA仕様で『DIC 954』のPV、同曲のPVメイキングが収録されている。
- ROCKIN'ON JAPAN編集部の小松香里によるライナーノーツが同封されている。

## 収録曲
1. MOUSE OF THE PAIN（4:05）
  - 作詞・作曲：長沼秀典・ナカジマアイコ
  - アルバムリリース後に急遽PVが撮影されることになった。ちなみに撮影場所はベースのナカジマの自宅。
  - ヘヴィーなナンバーで、ドラムの遠藤によるシャウトでAメロが構成されている。
2. DIC 954（4:03）
  - 作詞・作曲：長沼秀典　
  - PVが存在し、成城中・高等学校で撮影された。
3. Perfect days（3:53）
  - 作詞：ナカジマアイコ　作曲：長沼秀典
  - ヴォーカルはギターの姫野とベースのナカジマが担当している。
4. STANDING OVATION（4:18）
  - 作詞・作曲：長沼秀典
5. 四季を描く為に踏むビックマフなど此処には無い（6:30）
  - 作詞・作曲：長沼秀典
  - 複雑な構成のナンバーである。
  - イントロのデスボイスは遠藤ではなく姫野によるもの。長沼曰く、録音時に遠藤がいなかった為、姫野に叫ばせたところハマったとのこと。
6. CRAWL（4:24）
  - 作詞・作曲：長沼秀典
  - シングル『CRAWL』より。
  - テレビ東京系『隠の王』オープニングテーマ。バンドにとって初のアニメ・タイアップである。
7. Color of dawn（3:15）
  - 作詞・作曲：姫野聖二
  - メインヴォーカルは姫野が担当していて、コーラスはナカジマが担当している。
  - 全編英語詞。
8. H.A.N.A.T.A.V.A（3:36）
  - 作詞・作曲：長沼秀典
9. TRAIN（4:14）
  - 作詞・作曲：ナカジマアイコ
  - メインヴォーカルはナカジマが担当している。ちなみにアルバムで唯一女性ヴォーカルのみの楽曲である。
10. Your corolla（8:07）
  - 作詞・作曲：長沼秀典
  - アルバム最長曲。
  - 間奏が約4分ある。
  - ライブでは、間奏でメンバーが客席に降りたり、担当していない楽器を演奏したりなど音源どおり演奏しないが、ラストはきちんと締めるらしい。